# Tolinas
Tolinas es una parroquia del concejo de Grado, en el Principado de Asturias (España). Alberga una población de 9 habitantes (INE 2021) en 29 viviendas. Ocupa una extensión de 14,41 km².
Se sitúa en el extremo sur del concejo, y limita al norte y al este con la parroquia de Las Villas; al sureste y al sur, con el concejo de Teverga, concretamente con las parroquias de Villamayor, Urria y Taja; y finalmente, por el oeste con el concejo de Belmonte de Miranda, con las parroaquias de Montovo y Llamoso concretamente.
Tolinas goza de uno de los entornos naturales más privilegiados del concejo. Los hayedos situados al sur de la parroquia, en los barrancos de La Cavadura y del Cubia, constituyen la mancha forestal autóctona de mayor entidad de Grado. Forman parte del «Paisaje Protegido del Pico Caldoveiro».
Según testimonia Don Álvaro Fernández de Miranda, antaño eran famosas las monterías en estos parajes. En las ordenanzas del concejo, de 1779, extractadas por el citado autor, se dedican cuatro capítulos a disposiciones especiales concernientes a la montería en el partido de Salcedo:

queda obligado el paisanaje a hacer “caleyos”o trampas, y hará uno cuando menos en la vega de Salces y otro en el valle del Mouro, en Porcabeza, hacia los cuales procurarase enveredar la caza; el encargado de armar y cebar será indemnizado

Por la Sierra del Conto o cordal de Porcabeza, en la divisoria con Belmonte, al suroeste de la parroquia, discurre con dirección norte-sur, la vía de La Mesa; jalonando este itinerario y certificando su antigüedad, se encuentran las necrópolis tumulares de La Escrita, La Forcada y Peñas Negras.
El lugar y su templo aparecen citados en la confirmación otorgada por Alfonso VI a la iglesia de Oviedo, hacia el año 1100, en la que se refunden tres documentos donde se recogen diversas donaciones realizadas por el monarca y sus antepasados, a las que se añaden otros bienes:

Foris illos terminos in Salzeto ecclesiam Sancte Marie de Rastello et uilla quem dicunt Tolines cum ecclesia Sancte Marie et uilla quem dicunt Noceta

La iglesia actual es obra de los siglos XVII-XVIII, con numerosas reformas de época contemporánea. Además, existen otras dos capillas, la de Santa Bárbara y la perteneciente al singular conjunto de la casona Los Corros. Este último es sin duda uno de los elementos más destacados del patrimonio moscón, formado por una vivienda de notables dimensiones, construida hacia 1624, según la data que figura en su escudo, a la que rodean una serie piezas auxiliares entre las que destaca la citada capilla, en cuyo interior alberga un retablo del siglo XVIII, un palomar, un abrevadero –con la fecha de 1842 en su frontón-, y un hórreo ornado con decoración geométrica.

## Poblaciones
Según el nomenclátor de 2021 la parroquia está formada por una única población:
- Tolinas (lugar): 9 habitantes, 7 hombres y 2 mujeres.

Este núcleo, se encuentra situado en un rellano de la vertiente occidental de la cuenca alta del río Cubia, al pie de la ladera oriental del Cordal de Porcabeza, orientado al sureste, a una altitud que oscila entre los 670 y los 710 m s. n. m. Dista de la capital del concejo, Grado, unos 28 km aproximadamente, a través de la carretera AS-311.